# Dierko
Dierko, parfois orthographié Dyéléko, est une commune rurale située dans le département de Rambo de la province du Yatenga dans la région Nord au Burkina Faso.

## Géographie
Dierko se trouve à 6 km au sud de Rambo, le chef-lieu du département, à 2 km au sud de Bouga-Yarcé et à environ 47 km au sud-est de la ville de Séguénéga.

## Santé et éducation
Le centre de soins le plus proche de Dierko est le centre de santé et de promotion sociale (CSPS) de Bouga-Yarcé tandis que le centre médical avec antenne chirurgicale (CMA) se trouve à Séguénéga.